# Ролан, Диего
Дие́го Алеха́ндро Рола́н Си́льва (исп. Diego Alejandro Rolán Silva; род. 24 марта 1993, Монтевидео) — уругвайский футболист, нападающий.

## Клубная карьера
Диего Ролан родился 24 марта 1993 года в столице Уругвая Монтевидео в семье известной в стране гимнастки и футболиста.
Его профессиональная карьера началась 13 августа 2011 года, когда он дебютировал в составе «Дефенсор Спортинг» в матче против «Рампла Хуниорс». Пятнадцать дней спустя в игре против «Серрито» он получил свою первую жёлтую карточку в карьере. Свой первый мяч забил в матче против «Серро-Ларго», а шесть дней спустя в игре против «Белья Висты» заработал своё первое удаление.
25 февраля 2012 года Ролан на 82-й минуте вывел свою команду вперёд матче против «Насьоналя», завершился со счётом 2:2.
28 января 2013 года было объявлено о подписании контракта Ролана с французским клубом «Бордо». Главный тренер «жирондинцев» сказал по этому поводу: «Он [Диего Ролан] является для нас хорошим игроком. Он молод, но он игрок для будущего».
14 февраля Ролан дебютировал в составе «Бордо», выйдя на замену в первом матче 1/16 финала Лиги Европы против киевского «Динамо», который окончился ничьей 1:1, оставившей французам неплохие шансы перед ответной встречей на «Шабан-Дельмас».
В июле 2023 года заявил о приостановке карьеры из-за череды травм.

## Международная карьера
Ролан дебютировал в составе молодёжной сборной Уругвая 3 августа 2011 в матче проходившего в Колумбии молодёжного чемпионата мира 2011 против сборной Новой Зеландии. В январе 2013 был вызван главным тренером Хуаном Версери на молодёжный чемпионат Южной Америки 2013. Ролан забил по голу в первых двух матчах турнира — в ворота сборных Перу и Бразилии.

## Технические характеристики
Обладает высокой скоростью, хорошо оснащён технически, играет обеими ногами, обладает точным ударом, способен хладнокровно сыграть в чужой штрафной. Вдохновлён своим соотечественником Абелем Эрнандесом.